# Pro Evolution Soccer 4
Pro Evolution Soccer 4 (skraćeno: PES 4, u Japanu: Winning Eleven 8) naslov je iz serijala videoigara Pro Evolution Soccer, japanskog proizvođača Konamija.
PES 4 je četvrta igra u PES serijalu. U odnosu na PES 3, Pro Evolution Soccer 4 ima mogućnost online igre (igranja preko interneta), a poboljšano je i uređivanje (eng: edit). U četvrtom se PES-u nalazi puno više nogometnih klubova u odnosu na prethodnike.

## Licence

### Lige
Lige s licencom:
- Serie A
- Eredivisie
- La Liga

Lige bez licence:
- England League (FA Premier liga)
- French League (Ligue 1)
- German League (Bundesliga)

## Stadioni
Sljedeći se stadioni nalaze u inačicama za PlayStation 2, Xbox i PC:
| #  | Stadion              | Pravo ime                       | Kontinent     | Država            | Nogometni klub                     |
| -- | -------------------- | ------------------------------- | ------------- | ----------------- | ---------------------------------- |
| 1  | Lombardi Colosseum   | San Siro                        | Europa        | Italija           | AC Milan                           |
| 2  | Catalonia Stadium    | Camp Nou                        | Europa        | Španjolska        | FC Barcelona                       |
| 3  | Estàdio Dragon       | Estádio do Dragão               | Europa        | Portugal          | FC Porto                           |
| 4  | North-East Stadium   | Highbury                        | Europa        | Engleska          | Arsenal (do 2006.)                 |
| 5  | Orange Arena         | Amsterdam ArenA                 | Europa        | Nizozemska        | Ajax                               |
| 6  | Bayern Stadium       | Olympiapark München             | Europa        | Njemačka          | FC Bayern München                  |
| 7  | Monaco Stadium       | Stade Louis II                  | Europa        | Francuska         | AS Monaco                          |
| 8  | Trad Brick Stadium   | Old Trafford                    | Europa        | Engleska          | Manchester United                  |
| 9  | Nakhon Ratchasima    | King Fahd International Stadium | Azija         | Saudijska Arabija | Al-Hilal                           |
| 10 | Estadio Gran Chaco   | Estadio Alberto J. Armando      | Južna Amerika | Argentina         | Boca Juniors                       |
| 11 | Cuito Cuanavale      | Vodacom Park                    | Afrika        | JAR               | Bloemfontein Celtic                |
| 12 | Amerigo Atlantis     | Estadio Nacional de Chile       | Južna Amerika | Čile              | Čileanska nogometna reprezentacija |
| 13 | Old Lady Stadium     | Stadio Delle Alpi               | Europa        | Italija           | Juventus F.C.                      |
| 14 | Cesar Stadium        | Olimpijski stadion u Rimu       | Europa        | Italija           | AS Roma                            |
| 15 | Emelia Stadium       | Stadio Enio Tardini             | Europa        | Italija           | AS Monaco                          |
| 16 | Blue Bridge Stadium  | Stamford Bridge                 | Europa        | Engleska          | Chelsea FC                         |
| 17 | Magpie Park          | St James' Park                  | Europa        | Engleska          | Newcastle United                   |
| 18 | Red Cauldron         | Anfield                         | Europa        | Engleska          | Liverpool                          |
| 19 | Lutecia Park         | Park Prinčeva                   | Europa        | Francuska         | Paris Saint-Germain                |
| 20 | Massilia Stadium     | Stade Vélodrome                 | Europa        | Francuska         | Marseille                          |
| 21 | Borussia Stadium     | Westfalenstadion                | Europa        | Njemačka          | Borussia Dortmund                  |
| 22 | Stockholm Arena      | Råsunda                         | Europa        | Švedska           | Švedska nogometna reprezentacija   |
| 23 | Rotterdam Stadion    | Feijenoord Stadion              | Europa        | Nizozemska        | Feyenoord                          |
| 24 | Kanji Dome           | Sapporo Dome                    | Azija         | Japan             | Consadole Sapporo                  |
| 25 | Dietro Monte Stadium | Kashima Stadium                 | Azija         | Japan             | Kashima Antlers                    |
| 26 | Porto Folio          | Nissan Stadium                  | Azija         | Japan             | Yokohama F. Marinos                |
| 27 | Queens Land Park     | Nagai Stadium                   | Azija         | Japan             | Cerezo Osaka                       |
| 28 | Haze Hills           | Olimpijski stadion Tokyo        | Azija         | Japan             | -                                  |
| 29 | Occhio Del Mar       | Ōita Stadium                    | Azija         | Japan             | Oita Trinita                       |